# Romanzi storici e civili
Romanzi storici e civili è una raccolta di romanzi e racconti di Andrea Camilleri, pubblicata nel 2004 dall'editore Arnoldo Mondadori Editore nella collana I Meridiani.

## Contenuto
Nel secondo volume dei Meridiani dedicato alle opere di Camilleri sono raccolti, preceduti da un'introduzione del critico Salvatore Silvano Nigro, nove romanzi a contenuto storico e civile:
- Un filo di fumo;
- La strage dimenticata;
- La stagione della caccia;
- La bolla di componenda;
- Il birraio di Preston;
- La concessione del telefono;
- La mossa del cavallo;
- Il re di Girgenti;
- La presa di Macallè.

Compaiono inoltre i seguenti apparati:
- Le Croniche di uno scrittore maltese, introduzione di Salvatore Silvano Nigro. Sulla falsariga del romanzo di Leonardo Sciascia Il consiglio d'Egitto, vi si narra la impostura dell'abate Giuseppe Vella, coadiuvato nella falsificazione da un suo assistente, fatto venire da Malta in suo aiuto, un monaco di nome Giuseppe Cammilleri, o Camilleri lontano antenato di quell'Andrea Camilleri che quindi vanterebbe un'antica consuetudine sulla trascrizione di apocrifi.
- Cronologia di Antonio Franchini.
- Ballata per Fofò La Matina, un abbozzo del futuro romanzo La stagione della caccia.
- Apocrifi per "Il re di Girgenti. Una raccolta di finti documenti storici e bibliografici utilizzati per la stesura del romanzo Il re di Girgenti.
- Notizie sui testi, a cura di Salvatore Silvano Nigro.
- Bibliografia, a cura di Mauro Novelli.

## Edizioni
- Romanzi storici e civili, Collana I Meridiani, Milano, Mondadori, 2004,  pp. CXXVIII-1790, ISBN 978-88-04-51929-4.